# Yayoi Mizuki
Yayoi Mizuki (弥生 みづき (Di-Sanh Thụy-Hi) 7 tháng 12 năm 1998 –) là một nữ diễn viên khiêu dâm người Nhật Bản. Cô thuộc về công ti LIGHT.

## Sự nghiệp
Cô sinh ra tại Fukuoka. Tháng 8/2019 cô ra mắt ngành phim khiêu dâm. Cô đã vào ngành để quên đi một người đàn ông mà cô có tình cảm. Nam diễn viên cô ngưỡng mộ là Kuroda Yūto đã diễn chung trong phim ra mắt của cô. Hình mẫu của cô lúc ra mắt ngành là "phụ nữ dáng vẻ học sinh trung học", tuy nhiên cô đã đính chính lại đó chỉ là kịch bản và cơ quan sinh dục của cô lúc đó còn se khít.
Tuy cô ra mắt ngành với cơ thể thon thả, từ mùa hè năm 2021 cô bắt đầu hoạt động với tư cách nữ diễn viên ngực lớn sau khi thay đổi cơ thể.
2/9/2022, cô được chỉ định làm nữ diễn viên quảng cáo cho "Chiến dịch Triple HAPPY 2022" của HHH Group. Vào thời gian này, cô trở thành nữ diễn viên với hình mẫu chị gái dâm đãng. Khẩu hiệu của cô khi đóng các vai dâm đãng là "Điều quan trọng nhất khi làm một cô gái dâm đãng là thỏa mãn bản thân". Trong bảng xếp hạng sàn video FANZA hàng tuần ngày 15/5/2023, phim của cô "【Món quà mùa xuân】【Túi may mắn】Bản ghi không cắt của các phim được tuyển chọn kĩ càng! 15 phim trong 35 giờ! Bản ghi toàn bộ 2130 phút! BEST của cô gái dâm đãng với ngực lớn!!" (【祝春ギフト】【福袋】超絶大ヒット人気タイトル厳選ノーカット収録!15作品で35時間!まるごと2130分大収録!乳首びんびんどすけべ痴女BEST!!) (phát hành bởi Katsuo Bussan/ Mōsozoku) đã xếp thứ nhất.
Cô đã xếp thứ 4 trong bảng xếp hạng nữ diễn viên khiêu dâm nửa đầu năm 2020 của FANZA.
Cô cũng đóng vai Hinata Momono trong bộ phim truyền hình Seikou Sentai Prism Three năm 2022.

## Đời tư
Cô đã đến Ōsaka để học đại học, tuy nhiên cô không đến trường nhiều, nhưng cô không đến trường nhiều, thay vào đó là tán tỉnh và quan hệ với đàn ông, và sau khi đã quan hệ với khoảng 300 người, cô bị đuổi học vì không đến trường đầy đủ. Vì lí do này mà cô có thể nói theo phương ngữ Hakata và Kansai khi diễn. Cô nói rằng khi chuyển đến nới khác, cô xấu hổ về cách nói của mình, nên đã sửa lại theo giọng địa phương để làm quen với nó dễ dàng, và điều này rất có ích khi cô diễn các vai cần có giọng địa phương.
Sau khi làm nữ diễn viên khiêu dâm, cô nhận ra cô thích được tát (vào mặt hơn là mông). Cô không muốn mình bị ép tát nhưng cô nói rằng "Tôi thích những người đã tát tôi".